# 紅海の横断 (プッサン)
『紅海の横断』（こうかいのおうだん、仏: Le Passage de la Mer Rouge、英: The Crossing of the Red Sea）は、フランスの17世紀の巨匠ニコラ・プッサンが1633-1634年にキャンバス上に油彩で制作した絵画である。『旧約聖書』の「出エジプト記」 (14章) に記述されているイスラエル人による紅海の横断が表されている。作品は現在、メルボルンのビクトリア国立美術館に所蔵されている。

## 作品
「出エジプト記」によると、エジプトのファラオは、モーセが奴隷となっていたイスラエルの民とともにエジプトを出立することを認めた。しかし、奴隷が惜しくなり、軍を差し向けてモーセとイスラエル人の一行を追う。やがて、一行は目の前が葦の海 (紅海)、背後がエジプト軍という絶体絶命の危機を迎える。この時、モーセが神の指示で手を差し伸べると、海が割れるという奇跡が起こり、一行は海を渡ることができた。本作は、追ってくるエジプト人たちの前で海がふたたび閉じる瞬間を表している。一方、画面の大半に描かれているイスラエル人たちは危険を逃れた後である。彼らは意気揚々たるさまで、いつまでもさめやらぬ興奮が彼らの精神を浸している。
プッサンは、明らかにフラウィウス・ヨセフスの『古代ユダヤ史』を読んだに違いない。その第4巻には以下のように記されている。「…彼らは必ず自由を得られるものと確信してきたが、今や、彼らを奴隷にしてきた暴君等は滅び去り、神はそれほどにも明らかに彼らに味方したのであった。このようにして彼らは危険を逃れ、さらに何人もかつて示さなかったほどの賢明な方法で彼らの敵の罰せられるのを見たあと、一夜じゅう音楽を奏でつつ歓楽の中に過ごしたのであった…」。このことは「出エジプト記」の第15章にも書かれている。
プッサンは、見事な方法でイスラエル人たちの喜び、驚き、感謝の入り混じった雰囲気を表現しようと試みた。すなわち、奥行きを持つ眺望を描き、そこに大小無数の、さまざまな動作をし、さまざまな気分を持った人物たちを配したのである。ヨセフスが記している細部描写としては、画面のイスラエル人たちが勝利を感じつつ水の中から溺死した敵の武具を吊り上げたり、岸辺に打ち寄せられた盾を拾い集めていることが挙げられる。

## 歴史

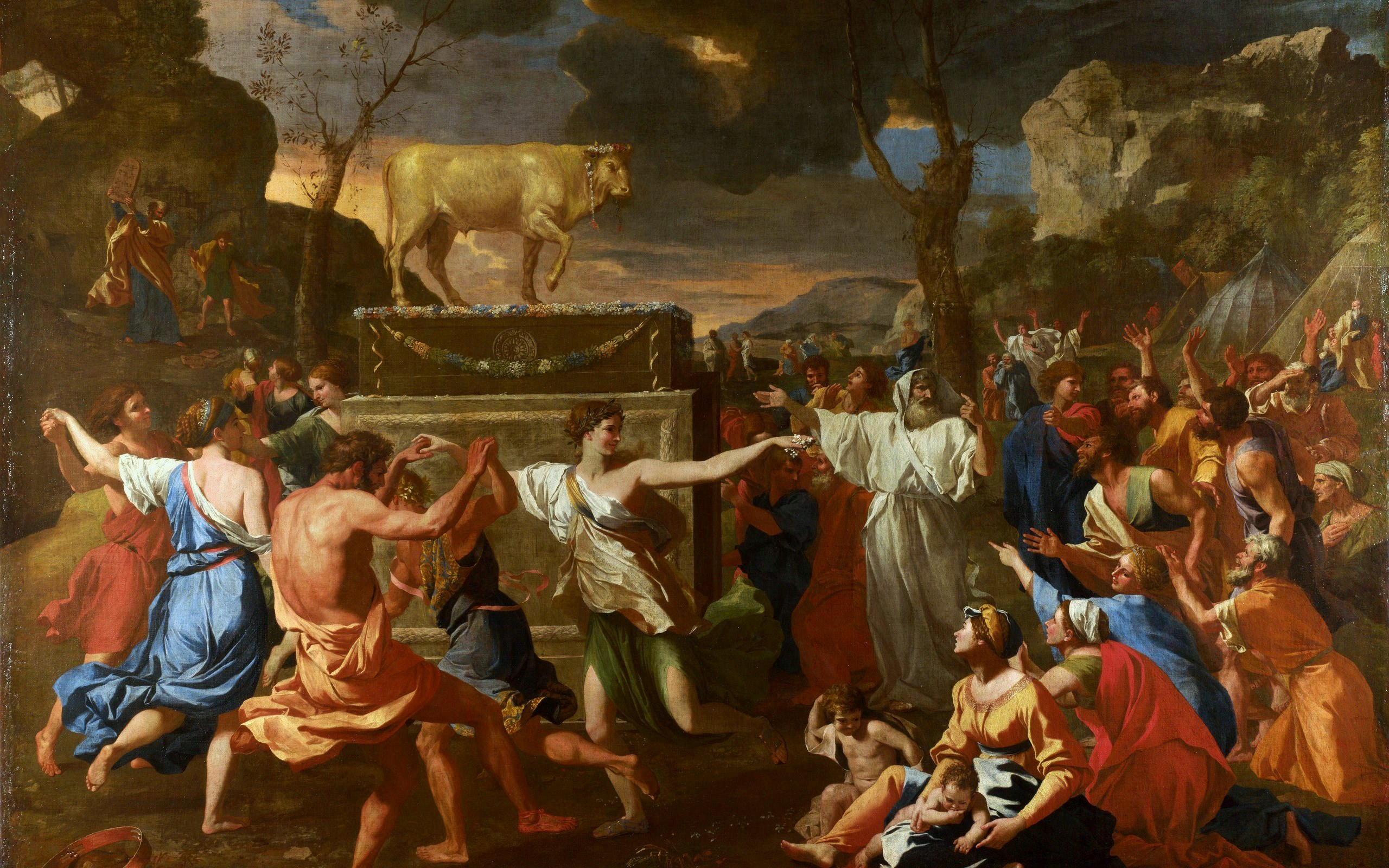
ニコラ・プッサン『黄金の子牛の礼拝』 (1633-1634年)、ナショナル・ギャラリー (ロンドン)

本作は、トリノのヴォゲーラ (Voghera) 侯爵アマデオ・ダル・ポッツォ (Amadeo dal Pozzo) により委嘱された対となる2点 (もう1点は、ロンドン・ナショナル・ギャラリー に所蔵されている『黄金の子牛の礼拝』) のうちの1点である。侯爵は、プッサンのローマでの主な庇護者であったカッシアーノ・ダル・ポッツォの従兄弟であった。1685年までに、これら両作品は、フィリップ・ド・ロレーヌの所有となり、1710年にはブニーニュ・ド・ラゴワ・ド・ブルトンヴィレ (Benigne de Ragois de Bretonvillers) により購入された。
1741年に、両作品はフォルクストン子爵ジェイコブ・ブーヴェリーにより購入された (彼の息子ウィリアムは初代ラドナー伯爵となった)。歴代のラドナー伯爵は1945年まで両作品を所有していたが、同年に両作品は別々に所有されることになった。『黄金の子牛の礼拝』はロンドン・ナショナル・ギャラリーに売却され、本作『紅海の横断』は1948年にビクトリア国立美術館のためにケネス・クラークにより購入されたのである。その際、クラークは、1904年に産業資本家アルフレッド・フェルトンが元来ビクトリア国立美術館に残した基金であるフェルトン遺贈金を役立てた。2011年に、本作は大きな修復を受けている。

## 制作年
『紅海の横断』の制作年は研究者たちの間で論争の的となっている。それは、絵画の制作年がプッサンのほかのモーセの関連作に照らして推測されたことによる。最初、この絵画は『黄金の子牛の礼拝』の直後の1635-1638年に制作されたものと考えられていた。ウィッチ ( Which) は、両作品はプッサンがローマに向けて出発する前の時期に制作されたとした。いかなる証拠もなしに、モーセの関連作の制作時期は何世代にもわたって美術史家たちに幅広く受け入れられてきた。しかし、時の経過とともに、少数派の研究者たちは、『紅海の横断』 には『黄金の子牛の礼拝』以降の関連作に見られない様式的特徴があることから、早い時期の作品とすべきだと主張するようになった。
後に出てきた証拠により、この主張は研究者の論争の前面に出るようになった。制作年の特定化は、様式や主題により『紅海の横断』以前のものだと考えられるスケッチや素描の分析をもとにしていた。詳細に見極めることで、『紅海の横断』用のスケッチだと考えられていたものが、実は1647-1648年に制作された別の知られていない作品のものだと考えるようになった研究者もいる。本作の起源に関する論争の背後にあるのは、プッサンの聖書主題の作品群という大きな枠組みの中で主題の脈絡と連続性を確立し、作品相互の関連性を理解しようとする願望である。『黄金の子牛の礼拝』と『紅海の横断』が完成する以前に、両作品は関連していると公的にみなされたため、両作品がいっしょに検証された際には、その相違は意図的な様式と意匠の選択のためであるという見解につながった。論争の結果、『紅海の横断』は現在、1633-1634年に制作されたものだとされるにいたっている。所蔵先のビクトリア国立美術館では、絵画の制作年を1632-1634年としている。